# Губкинская епархия
Гу́бкинская епа́рхия — епархия Русской Православной Церкви, объединяющая приходы и монастыри в северо-западной части Белгородской области (в границах Борисовского, Грайворонского, Губкинского, Краснояружского, Ивнянского, Прохоровского, Ракитянского и Яковлевского районов). Входит в состав Белгородской митрополии.

## История
Образована 7 июня 2012 года решением Священного Синода Русской православной церкви, выделением из состава Белгородской епархии. Епископом Губкинским избран игумен Софроний (Китаев), хиротония которого совершена 22 июля 2012 года.

## Епископы
- епископ Софроний (Китаев) (22 июля 2012 — 15 мая 2025)
- епископ Авель (Пивоваров) (с 11 июля 2025)

## Благочиния
Епархия разделена на 11 церковных округов:
- 1-е Губкинское благочиние
- 2-е Губкинское благочиние
- Борисовское благочиние
- Грайворонское благочиние
- Ивнянское благочиние
- Краснояружское благочиние
- Монастырские приходы
- Прохоровское благочиние
- Ракитянское благочиние
- 1-е Яковлевское благочиние
- 2-е Яковлевское благочиние

## Монастыри
На территории епархии действует один монастырь.
В 2016 году решением Священного синода РПЦ был вновь открыт Богородице-Тихвинский женский монастырь в поселке Борисовка.
В селе Шопино Яковлевского городского округа в составе прихода Покровского храма действует архиерейское подворье, где на данный момент подвизаются несколько монахов.